# Taijiro Kurita
Taijiro Kurita (栗田 泰次郎?, Kurita Taijiro; Prefettura di Shizuoka, 3 marzo 1975) è un ex calciatore giapponese, di ruolo centrocampista.